# Pallavolo ai XIII Giochi panarabi
Il torneo di pallavolo ai XIII Giochi panarabi si è disputato durante la XIII edizione dei Giochi panarabi, che si è svolta in Algeria nel 2023.

## Podi
| Evento                      | Oro     | Argento | Bronzo    |
| Torneo maschile (dettagli)  | Libia   | Algeria | Qatar     |
| Torneo femminile (dettagli) | Algeria | Tunisia | Giordania |